# نغم فتوكي
نغم فتوكي (20 فبراير 1964 - 20 أغسطس 2011)، ممثلة جزائرية، إبنة شقيقة الفنانة الراحلة وردة الجزائرية، وأخت الممثلة إنجي شرف من والدتها فقط، وكانت متزوجة من الممثل المصري إيهاب خورشيد، شقيق الفنان المصري عمر خورشيد والفنانة المصرية شريهان، وأنجبا ولدين هما "وردة" و"حسن"  توفيت يوم 20 آب/أغسطس عام 2011 أثر سقوطها من شرفة منزلها بسبب اختلال توازنها .

## عن حياتها
هي ابنة أخ المغنية وردة الجزائرية وأخت الممثلة إنجي شرف من والدتها فقط، شاركت في ثمانينات القرن العشرين في أعمالاً سينمائية وتلفزيونية عديدة أسّست لها شهرة كبيرة في ذلك الفترة وكانت كل أعمالها في مصر، ولكن في فترة التسعينات اعتزلت المجال الفني بهدوء.

### حياتها الأسرية
كانت متزوجة إيهاب خورشيد شقيق المغني عمر خورشيد والممثلة شريهان، وأنجبت منه ابنتها «وردة» وابنه «حسن» بعد ذلك أكد زوجها أن العلاقة انقطعت عنها حتى وفاتها.

### وفاتها
توفيت في 20 أغسطس 2011 وردت الشائعات حول انتحارها ولكن نفى زوجها وقال أنها سقطت بينما تقوم بتنظيف التكيف.

## أعمالها

### من الأفلام
- المشاغبون في نويبع.
- الغشيم.
- سكر بولاق.

### من المسلسلات
- عصفور النار.
- ريش نعام.

## روابط خارجية
- نغم فتوكي على موقع IMDb (الإنجليزية)
- نغم فتوكي على موقع قاعدة بيانات الأفلام العربية